# Elbstorf
Elbstorf ist ein Ortsteil von Drage, einer Gemeinde der Samtgemeinde Elbmarsch im niedersächsischen Landkreis Harburg.
Der Ort liegt nordöstlich des Hauptortes Drage an der Landesstraße L 217 zwischen Drennhausen und Stove. Am nördlichen Ortsrand fließt die Elbe und verläuft die Landesgrenze zu Hamburg.

## Baudenkmale
In der Liste der Baudenkmale in Drage (Elbe) sind für Elbstorf fünf Baudenkmale aufgeführt.